# NGC 402
NGC 402 je zvijezda u zviježđu Ribama. 

## Vanjske poveznice
- SEDS: NGC 0402